# 岡崎耕治
岡崎 耕治（おかざき こうじ、1949年 - ）は、日本のファゴット奏者。東京芸術大学招聘教授・元NHK交響楽団首席。

## 略歴
- 1949年、広島県広島市に生まれる。16歳よりファゴットを始める。
- 1972年、武蔵野音楽大学音楽学部器楽科卒業。
- 1972-1974年、東京交響楽団首席ファゴット奏者。
- 1974年、北西ドイツのデトモルト音楽大学に留学。
- 1978年、ドイツ演奏家資格試験合格、首席で修了。
- 1978-2009年、NHK交響楽団首席ファゴット奏者。
- 1978年- エリザベト音楽大学非常勤講師。
- 1979年- 武蔵野音楽大学非常勤講師。
- 1981年 東京芸術大学音楽学部非常勤講師。
- 2006年7月22・23日、第14回木津川やまなみ国際音楽祭参加。
- 2007年 東京芸術大学客員教授。
- 2010年 東京芸術大学招聘教授。